# Margareta av Béarn
Margareta av Béarn, död 1319, var en fransk vasall, regerande grevinna av grevskapet Béarn mellan 1290 och 1319. 